# Anelija Nuneva
Anelija Nuneva-Večernikova (in bulgaro Анелия Нунева-Вечерниковa?; 30 giugno 1962) è un'ex velocista bulgara.

## Palmarès

### Mondiali indoor
- 1 medaglia:
  - 1 argento (Indianapolis 1987 nei 60 m piani)

### Europei
- 3 medaglie:
  - 2 argenti (Stoccarda 1986 nei 100 m piani; Stoccarda 1986 nella staffetta 4x100 m)
  - 1 bronzo (Helsinki 1994 nella staffetta 4x100 m)

### Europei indoor
- 3 medaglie:
  - 3 argenti (Göteborg 1984 nei 60 m piani; Lievin 1987 nei 60 m piani; Genova 1992 nei 60 m piani)

### Giochi dell'Amicizia
- 2 medaglie:
  - 1 oro (Praga 1984 nella staffetta 4x100 m)
  - 1 bronzo (Praga 1984 nei 100 m piani)